# Андерсон, Элизабет Милбэнк
Элизабет Милбэнк Андерсон (англ. Elizabeth Milbank Anderson; 1850—1921) — американская общественная деятельница и благотворитель. Поддерживала широкий спектр оздоровительных и социальных реформ в США на рубеже XIX—XX веков, включая борьбу с туберкулёзом и дифтерией. За свою деятельность в Европе после Первой мировой войны стала в 1919 году кавалером ордена Почетного легиона (Франция).

## Биография
Родилась 20 декабря в 1850 года в Нью-Йорке. Воспитывалась в консервативной баптистской семье, тесно связанной с церковью Madison Avenue Baptist Church, была её прилежной прихожанкой.
Её отец — Иеремия Милбэнк, был успешным предпринимателем, владел рядом компаний и был членом исполнительного комитета Совета директоров Chicago, Milwaukee and St. Paul Railway. Город Милбэнк, штат Южная Дакота, был назван в его честь. На момент смерти в 1884 году, его состояние оценивалось в $32 млн, половину из которых он оставил своему сыну Иосифу, а остальные — дочери Элизабет и внучке Элеоноре.
Образование получила дома у частных репетиторов, путешествовала по Европе, где интересовалась искусством, как и ее отец, который собирал работы живописцев Барбизонской школы. 15 июня 1876 вышла замуж за Абрахама Андерсона (1846—1940), американского художника и мецената, который происходил из семьи голландской реформатской церкви: отец — преподобный Уильям Андерсон (англ. William Anderson, 1814—1887), мать — Сара Луиза Райерсон (англ. Sarah Louise Ryerson, 1818—1907).

### Деятельность
Будучи обеспеченной женщиной, Элизабет занималась благотворительной деятельностью. В 1891 году она помогла доктору Edward Livingston Trudeau создать санаторий для туберкулезных больных в местечке Saranac Lake, штат Нью-Йорк, где с 1893 до его смерти финансировала расходы лаборатории на исследования лечения туберкулёза. В 1904 году для улучшения санитарной ситуации в Нью-Йорке, она представила модель городской общественной бани. В 1909 году создала общество Children’s Aid Society в городе Chappaqua, штат Нью-Йорк, для помощи выздоравливающим детям. В 1912 году с женой бизнесмена и филантропа William Kissam Vanderbilt создала стационар для больных туберкулёзом. В 1913 года образовала департамент социальной защиты ассоциации по улучшению положения бедных слоев населения (предшественник нынешнего некоммерческого общества Community Service Society of New York). Позже в рамках этого департамента она финансировала общественные школьные обеды в Нью-Йорке на 25 000 школьников, при условии улучшения санитарной и гигиенической обстановки в школах. В 1916 году Андерсон выделила $100 000 для Лиллиан Уолд на организацию её Henry Street Settlement, занимавшуюся медицинской помощью бедным жителям Нью-Йорка. В 1914—1920 годах Элизабет Андерсон была спонсором Национального комитета психической гигиены (англ. National Committee for Mental Hygiene) США, который и поныне работает под названием Психическая гигиена Америки (англ. Mental Health America), организованного психогигиенистом Клиффордом Бирсом.
Также Элизабет Андерсон внесла свою лепту в области женского и афро-американского образования, помогая Кларе Спенс (англ. Clara Spence) в создании в Нью-Йорке школы Spence School (1892 год), в которой училась дочь Элизабет — Элеонора; также участвовала в перестройке гринвичской школы Greenwich Academy. Она создала Milbank Agricultural Hall в университете Tuskegee University штата Алабама, выделила $50 000 для Fisk University в Нэшвилле, штат Теннесси. В 1905 году Андерсон предоставила $100 000 для открытия и финансирования до своей смерти в Гарлеме офиса юридической помощи малоимущим гражданам (англ. Legal Aid Society).
Элизабет Милбэнк Андерсон и Альберт Милбэнк (англ. Albert Goodsell Milbank) в 1905 году создали один из первых общественных фондов Memorial Fund Association, который после смерти Элизабет в 1921 году был переименован в Milbank Memorial Fund. Миссия фонда с момента его создания было улучшение здоровья граждан страны с использованием достижений системы здравоохранения. Интересно, что после Первой мировой войны фонд одним из первых оказал помощь сильно пострадавшей Сербии, которая остро в ней нуждалась: создавал жильё для сирот, центры здоровья, в сотрудничестве с Красным Крестом учил новых медсестёр.

### Смерть
Умерла от анемии 22 февраля 1921 года в Нью-Йорке. Была похоронена на кладбище Putnam Cemetery города Гринвич, штат Коннектикут в мавзолее Милбэнков. У неё была дочь — Eleanor Milbank Anderson Campbell (1878—1959) и внучка — полная тёзка Elizabeth Milbank Anderson (1905—1930).